# Мајами Шорс (Флорида)
Мајами Шорс (енгл. Miami Shores) град је у америчкој савезној држави Флорида.

## Демографија
По попису из 2010. године број становника је 10.493, што је 113 (1,1%) становника више него 2000. године.
| Група             | 2000.         | 2010.         |
| Белци             | 5.043 (48,6%) | 4.420 (42,1%) |
| Афроамериканци    | 2.541 (24,5%) | 2.499 (23,8%) |
| Азијати           | 254 (2,4%)    | 270 (2,6%)    |
| Хиспаноамериканци | 2.257 (21,7%) | 3.215 (30,6%) |
| Укупно            | 10.380        | 10.493        |